# Мочурища (община Девол)
Мочурища (на албански: Mançurisht или Mançurishti, Манчурищ) е село в Албания, в община Девол, част от административната област Корча.

## География
Селото е разположено в долината на река Девол, в южното подножие на хребета Иван, южната част на Сува гора.

## История
Селото се споменава в османски дефтер от 1530 година като Мочорище с 38 християнски ханета, 6 ергени християни и 1 вдовица християнка.
Според статистиката на Васил Кънчов („Македония. Етнография и статистика“) в 1900 година Мучурища има 320 жители арнаути християни и 400 арнаути мохамедани.
На Етнографската карта на Битолския вилает на Картографския институт в София от 1901 година Мучурища е чисто албанско мюсюлманско село в Корчанската каза на Корчанския санджак с 60 къщи.
До 2015 година селото е част от община Прогър.